# Mimetauge napeogenalis
Mimetauge napeogenalis är en fjärilsart som beskrevs av Munroe 1970. Mimetauge napeogenalis ingår i släktet Mimetauge och familjen mott. Inga underarter finns listade i Catalogue of Life.